# Унгасёмы
Унгасёмы (чув. Ункӑҫум) — деревня в Цивильском районе Чувашской Республики. Входит в состав Богатырёвского сельского поселения.

## География
Находится в северной части Чувашии на расстоянии приблизительно 14 км на запад по прямой от районного центра города Цивильск.

## История
Известна с 1795 года как выселок деревни Вторая Шаксубина (ныне не существует) с 18 дворами. В 1858 году было учтено 246 жителей, 1897—377, в 1906 — 78 дворов, 411 жителей, в 1926 — 98 дворов, 519 жителей, в 1939—554 жителя, в 1979—318. В 2002 году было 90 дворов, 2010 — 71 домохозяйство. В период коллективизации был образован колхоз им. Яковлева.

## Население
Постоянное население составляло 208 человек (чуваши 100 %) в 2002 году, 143 в 2010.